# Ken Barrie
Ken Barrie, pseudonimo di Leslie Hulme (Tunstall, 9 gennaio 1933 – Denham, 29 luglio 2016), è stato un doppiatore e cantante britannico.
Era noto soprattutto per aver cantato la sigla dei programmi della BBC Hi-de-Hi!, Il postino Pat e Charlie Chalk, e per aver anche narrato gli ultimi due. Era anche noto per aver prestato la voce a diversi personaggi de Il postino Pat.

## Biografia
Barrie nacque il 9 gennaio 1933 a Tunstall, nello Staffordshire. Con il nome d'arte Les Carle, registrò per la Embassy Records, un'etichetta posseduta della Woolworths che pubblicò delle cover economiche di successi pop, tra il 1962 e il 1965. Cambiò il suo nome d'arte quando un amico gli disse che era il francese per "i Charlie", e prese il suo pseudonimo Ken Barrie dai nomi dei fratelli di sua moglie.
La sua voce da cantante e narratore e il suo fischio sono stati ascoltati in molti film e spot televisivi. Barrie ha fornito voci cantate in lungometraggi per molti attori, tra cui George C. Scott, in Jane Eyre nel castello dei Rochester (1970), Horst Buchholz in Il grande valzer (1972) e Larry Hagman in Applause (1973).
Divenne la voce dello show televisivo per bambini Il postino Pat nel 1981, narrando la prima e la seconda stagione e fornendo anche le voci di Pat, Ted Glen, Signora Dryden, Peter Fogg, Major Forbes, George Lancaster, Jeff Pringle, Alf Thompson, Reverendo Peter Timms, Arthur Selby e Sam Waldron. Smise di doppiare Pat nel 2008 quando la serie fu rinnovata come Il postino Pat - Servizio consegne speciali, sebbene rimase come voce di Ted, Alf, Arthur Selby e il reverendo Timms per la sesta stagione, prima di lasciare completamente lo show nel 2013. Un singolo della sigla, accreditato a Barrie, raggiunse il numero 44 nella UK Singles Chart del 1982 e rientrò in classifica l'anno successivo.
Ha registrato la colonna sonora per il programma televisivo Charlie Chalk e ha registrato le colonne sonore per i film Sharks' Treasure (1975), Emily (1976) e Silent Scream (1979). Ha anche fischiato la melodia per la sigla della serie della BBC del 1987 My Family and Other Animals, basata sul libro La mia famiglia e altri animali di Gerald Durrell e ha cantato la sigla della sitcom di successo della BBC Hi-de-Hi!.

### Morte
Barrie morì nella sua casa di Denham, nel Buckinghamshire, il 29 luglio 2016 per un cancro al fegato.

## Doppiaggio (parziale)

### Film
- Edward Rochester (canto) in Jane Eyre nel castello dei Rochester
- Johann Strauss jr. (canto) in Il grande valzer

### Televisione
- Cantante in Centre Play
- Cantante della sigla iniziale e finale in Hi-de-hi!
- Narratore, Pat, Ted Glen, Alf Thompson, Arthur Selby, Reverendo Timms, Signor Pringle, Signora Dryden, Peter Fogg, Major Forbes, George Lancaster, Matt Clifton, Sam Waldron, Babbo Natale e l'ispettore ferroviario in Il postino Pat
- Voce delle canzoni in Charlie Chalk

### Videogiochi
- Pat in Postman Pat and the Greendale Rocket